# Orgel der Marienkirche (Marienhafe)

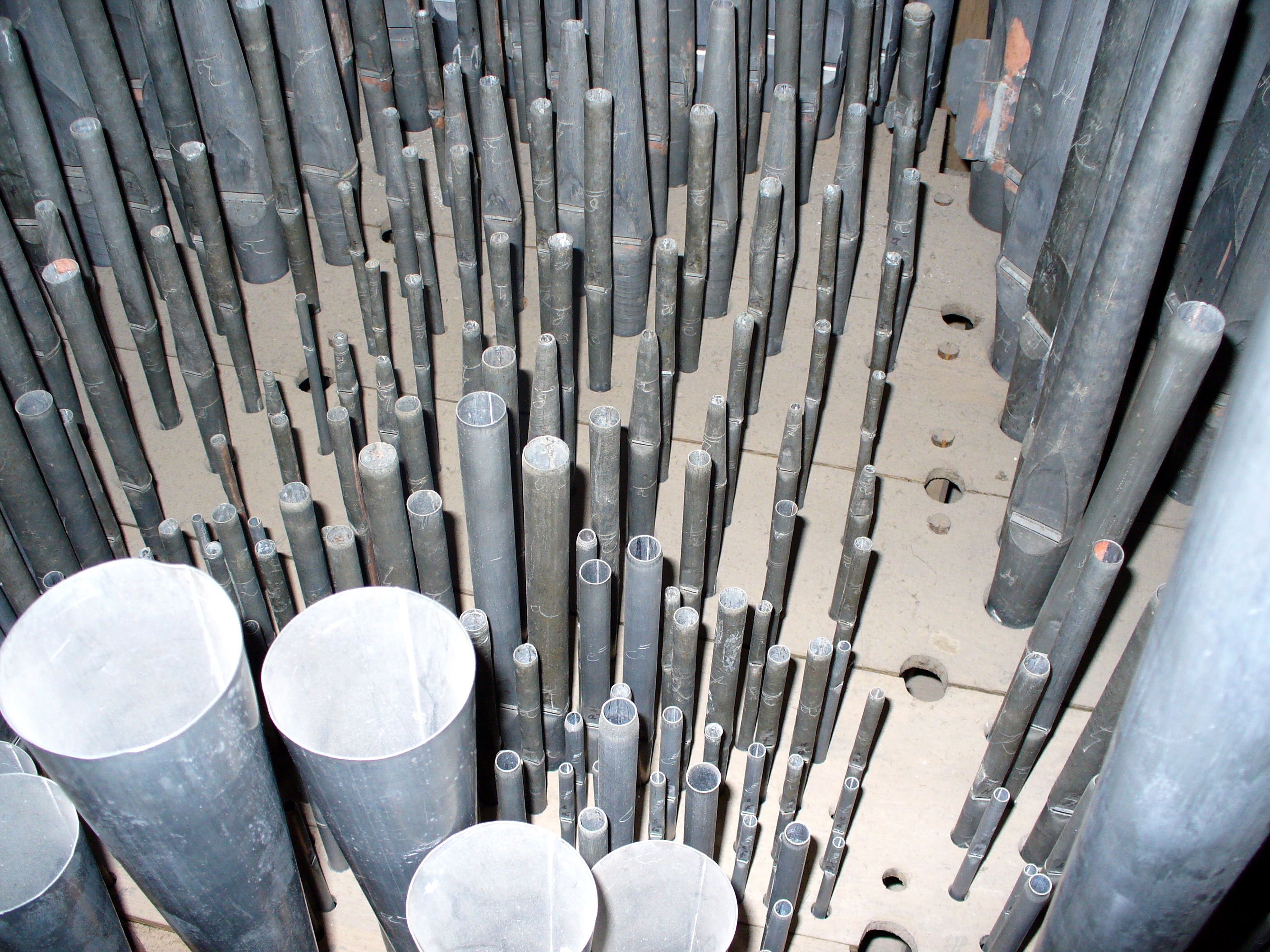
Pfeifenwerk des Hauptwerks, vorne die Becher der Trompete. Deutlich sind bei einigen hinteren Pfeifen die Korrosionsschäden (roter Rost) erkennbar.

Die Orgel der Marienkirche in Marienhafe wurde 1710–1713 von Gerhard von Holy gebaut und ist die am besten und vollständigst erhaltene Barockorgel Ostfrieslands. Sie verfügt über 20 Register auf zwei Manualen und ein angehängtes Pedal.

## Baugeschichte

### Vorgängerinstrumente im 15.–17. Jh.
1437 wurde vom Meister Thidricus de Dominis eine Orgel auf der Nordseite im Chor gebaut, eine der ersten Orgeln Ostfrieslands überhaupt. Reste der Orgel blieben bis ins 18. Jahrhundert erhalten. Neben dieser kleinen Chororgel existierte zu der Zeit bereits eine größere Hauptorgel. Von der Orgel beim nordöstlichen Vierungspfeiler heißt es in der Collectanea heraldica von H. B. von dem Appele aus dem Jahr 1713: „Auf der Ecke des Chors an der Evangelien Seite, und also zur rechten der itzigen neuen Orgell, war vor diesem noch das Gerüste einer alten kleinen Orgell, darauf mit alten Mönchs Buchstaben folgende Inscription zu lesen war in rother und schwarzer Farbe: Anno - Domini - mille - simo - quadrigentesimo - trigesimo - septimo - omnium - sancto - rum - completum - est - hoc - opus - p - discre - tum - magistrum - Thidericum - de - dominis -.“ (Im 1437 Jahr des Herrn, zu Allerheiligen, ist dieses Werk durch den ausgezeichneten Meister Dietrich von Heeren fertiggestellt worden). Das Instrument wurde im Zuge der kriegerischen Auseinandersetzungen von Enno III. um 1600 zerstört. Ob dieses Instrument mit der 1703/1710 reparierten und 1778 verkauften alten Hauptorgel auf der Westempore identisch ist, ist ungeklärt.

### Neubau 1713 durch Holy
Die Kirchengemeinde beschloss am 22. November 1710 einen Orgelneubau, um den sich auch Joachim Kayser aus Esens erfolglos bewarb. Mit Holy wurde in einem Contract von über 550 Gulden eine Fertigstellung für Pfingsten 1711 vereinbart. 1710–1713 bautee Holy an der Orgel die jetzige Orgel, dessen Vollendung sich aufgrund von Streitigkeiten und Finanzproblemen verzögerte. Erst im Juni 1712 wurde die Orgelstruktur aus Esens geliefert. Ein Geselle Holys, der später um einen zweiten verstärkt wurde, führte den Aufbau auf dem Orgelboden auf dem Lettner zwischen Chor und Vierung der noch nicht verkleinerten Kirche durch. Holy forderte von der Gemeinde weitere Zahlungen und dass sie Materialien auf ihre Kosten zur Verfügung stellt. Seine Drohung, die Gesellen ansonsten abzuziehen und den  Neubau nicht zu vollenden, veranlasste die Gemeinde gegen ihn zu klagen. Holy wurde zu 20 Gulden Strafe verurteilt und sollte bis Weihnachten 1712 liefern. Die Einweihung erfolgte am 11. Oktober 1713.
Augenfällig sind die reichen Schnitzereien. Egbert Harmens fertigte Schnitzwerk an, das im Rückpositiv und auf der Orgelempore angebracht wurde. Harmens wird mit dem auf der Osteeler Kanzel (1699) genannten Meisters Egbert Harmens Smit aus Norden identifiziert. Der Emder Bildschneider Iohann Wilhelm lieferte im Juli 1713 Schnitzwerk wahrscheinlich für das Hauptwerkgehäuse. Klanglich ganz ähnlich, aber um einiges größer ist das Schwesterinstrument in Dornum konzipiert, das Holy zeitgleich baute (1710–1711). Ungewöhnlich ist bei dem Werk in Marienhafe, dass sogar die Prinzipale im Prospekt und alle Aliquotregister und die Mixturen original erhalten sind. Weitgehend unverändert blieb auch die ursprüngliche Intonation erhalten. Ins Auge fallen die reichen Schnitzereien. Da das wertvolle Instrument in baulicher und klanglicher Hinsicht ganz in der Tradition der Schnitger-Schule steht, wurde es lange für ein Werk von Arp Schnitger gehalten. Die farbigen Flötenstimmen weisen aber bereits auf die Klangästhetik des 18. Jahrhunderts. Die große Anzahl von möglichen Registrierungen für das Plenum erklärt sich darauf, dass das Instrument für die Begleitung des Gemeindegesangs konzipiert ist. Hierzu dient auch der flexible Wind der Windanlage, die noch original ist.

### Reparaturen und Veränderungen im 18. und 19. Jh.
1761 führte Johann Adam Berner (Jever) eine Renovierung durch. Johann Friedrich Wenthin (Emden) reparierte in den Jahren 1781 und 1797 das Instrument. Den Einsturz des Gewölbes am 21. August 1819 überstand die Orgel unbeschadet. 1828 trug Johann Gottfried Rohlfs (Esens) das Instrument ab und lagerte es im Turm ein, nachdem die Ostapsis zunehmend zerfiel und die Kirche verkleinert wurde. 1831 baute Rohlfs die Orgel auf der Westempore wieder auf, ohne aber in die historische Substanz einzugreifen. Als sich im 19. Jahrhundert die Klangästhetik im Sinne der Romantik wandelte, bezeichnete der Lehrer und Heimatforscher Friedrich Sundermann die Orgel um 1884 als einen „Schreihals ersten Ranges“. Johann Diepenbrock (Norden) ersetzte 1886 die Quintadena 16′ durch ein Bordun 16′ sowie die Trompete 8′. Pläne zu Beginn des 20. Jahrhunderts, die Orgel eingreifend zu verändern oder zu ersetzen, wurden nicht umgesetzt. Die Firma P. Furtwängler & Hammer legte 1909 einen Kostenvoranschlag für einen Neubau „unter Wiederbenutzung der noch brauchbaren Registern“ vor. Die Orgelbewegung erkannte den Wert des Instruments, das sie einem unbekannten Orgelbauer zuschrieb, und hielt es für eines der bedeutendsten Orgeldenkmäler Ostfrieslands. Es wurde erst 1952 unter Denkmalschutz gestellt. 

### Renovierungen ab 1966 durch Ahrend (& Brunzema)

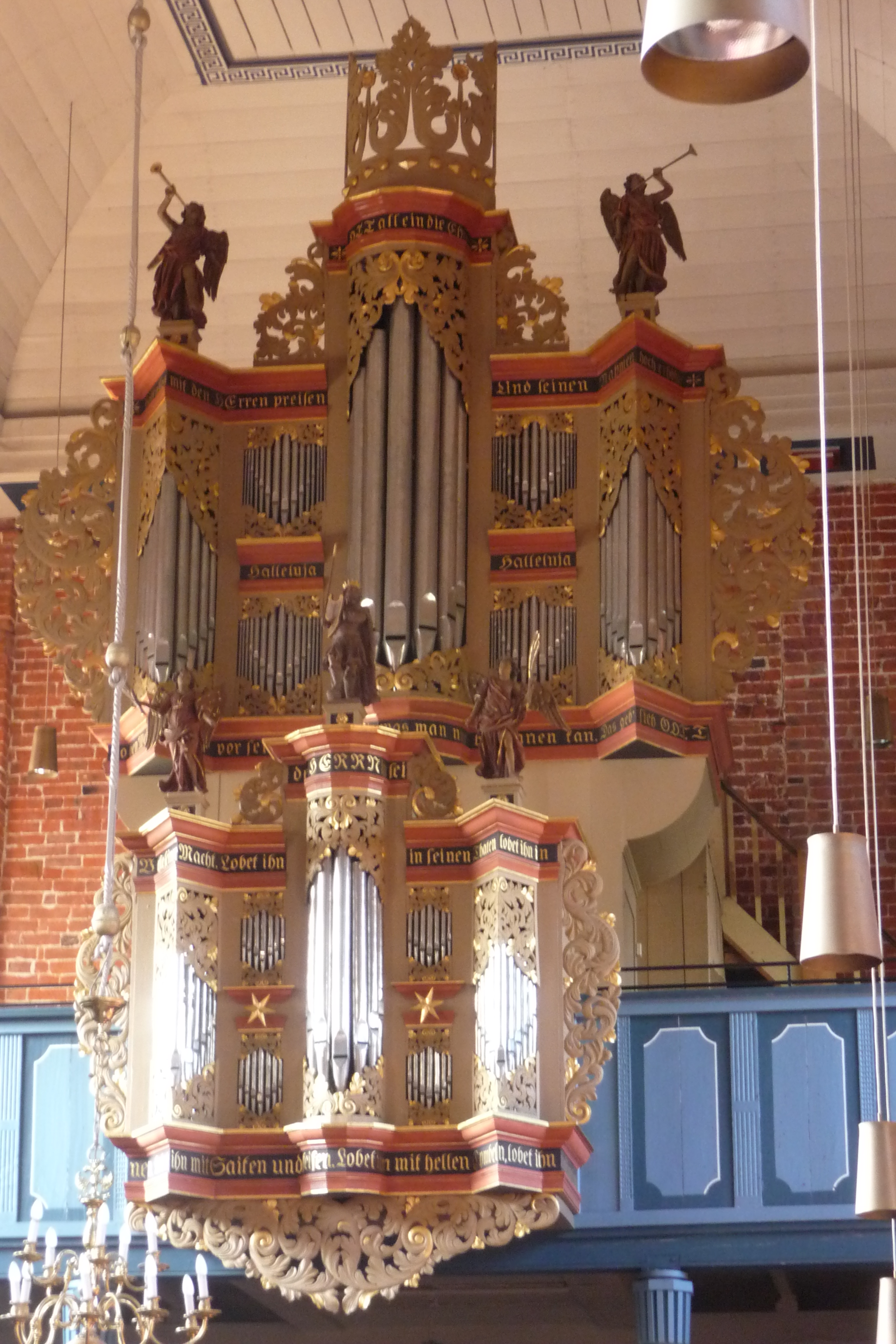
Seit 2010 ist das Untergehäuse wieder sandfarben gefasst.

Als der Innenraum 1963/1964 renoviert und von Westen wieder nach Osten ausgerichtet wurde, wurden der Altar, der unter der Orgel aufgestellt war, und die Kanzel verlegt. Die Westempore, die im Bereich des Rückpositivs geschwungen war und vorkragte, wurde begradigt und die Orgel um etwa 0,80 Meter näher ans Hauptwerk herangerückt.
1966 restaurierten Ahrend & Brunzema (Leer-Loga) zunächst das Rückpositiv und 1969 das Hauptwerk, wobei nur zwei verlorene Register rekonstruiert werden mussten. Alle anderen Register sind noch unversehrt erhalten. Die abgängigen Windladen wurden nach den originalen Maßen rekonstruiert. Die Prospektpfeifen erhielten eine glänzende Zinnfolie. 1988 wurde durch Jürgen Ahrend das bisher gleichstufig gestimmte Pfeifenwerk wieder in der Art der Entstehungszeit der Orgel eingestimmt, und zwar nach bewährtem Vorbild der Norder Arp-Schnitger-Orgel in einer Übergangsform von der mitteltönigen zur wohltemperierten Stimmung. Die 1966 und 1969 noch nicht gewünschte gründliche Reparatur des Gehäuses wurde 2010 durch Hendrik Ahrend nachgeholt. In diesem Zuge setzte der Restaurator Dietrich Wellmer die farbliche Fassung gründlich instand. Bei dieser Restaurierung 2010 ist der zuletzt blau gefärbte Unterbau des Hauptwerks wie große Teile des Prospekts auch sandfarben gefasst worden. Gleichzeitig mussten viele inzwischen durch Bleifraß zerstörte Pfeifenfüße erneuert werden. Um die alten Bleipfeifen vor weiterer Korrosion zu bewahren, war zuvor schon eine Dauerentlüftung der Windladen eingerichtet worden.

## Disposition seit 1969 (= 1713)
| I Rug=Positiv CDEFGA–c3 |       |
| Principaal              | 4′    |
| Rohr=Fleute             | 8′    |
| Blok=Fleute             | 4′    |
| Octave                  | 2′    |
| Quinte                  | 1 ⁄2′ |
| Siffleute               | 1′    |
| Scharf II               |       |
| Krumhorn                | 8′    |

| II Manual CDEFGA–c3 |     |   |
| Principaal          | 08′ |   |
| Quintaden           | 16′ | R |
| Gedact              | 08′ |   |
| Octave              | 04′ |   |
| Spits=Fleute        | 04′ |   |
| Quinte              | 03′ |   |
| Octave              | 02′ |   |
| Spits=Fleute        | 02′ |   |
| Sesquialter II0     |     |   |
| Mixtuur IV–VI       |     |   |
| Cymbel III          |     |   |
| Trompete            | 08′ | R |

| Pedal CDEFGA–d1 |             |
|                 | (angehängt) |

- Koppeln: Manualkoppel (Schiebekoppel)
- Tremulant
- Zwei Cymbelsterne

Die mit R gekennzeichneten Register wurden 1969 rekonstruiert.

## Technische Daten
- 20 Register
- Pedal angehängt (CDEFGA-d1)
- Traktur:
  - Tontraktur: Mechanisch
  - Registertraktur: Mechanisch
  - Zwei Sperrventile
- Windversorgung:
  - 64 mmWS Winddruck
  - Vier Keilbälge
- Stimmung:
  - Höhe ca. ein Halbton über a1= 440 Hz
  - Norder Stimmung (Übergangsform von mitteltönig zu wohltemperiert) auf Basis von 1/5 pythagoreisches Komma

## Bildergalerie

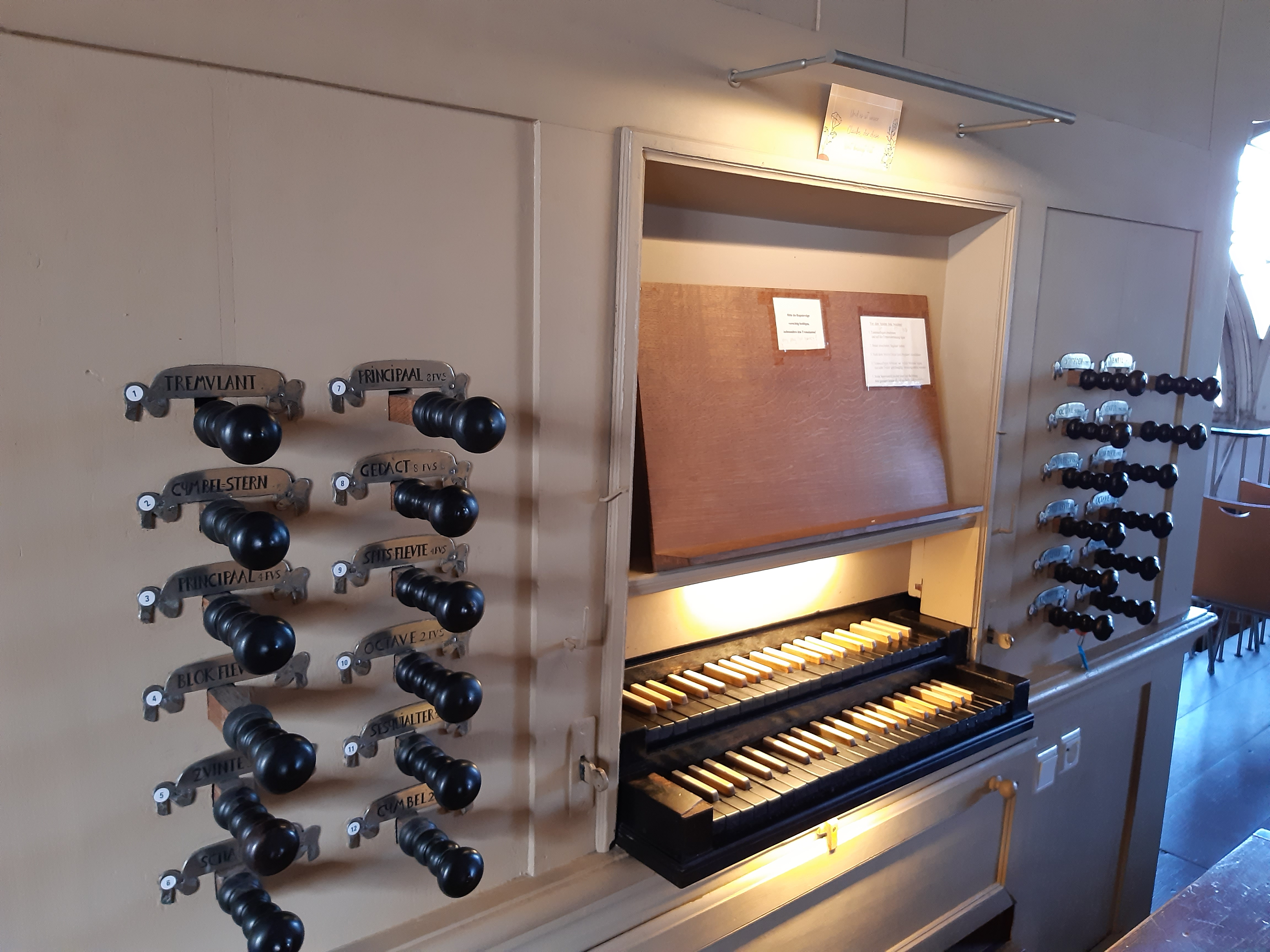
Spieltisch von der Seite
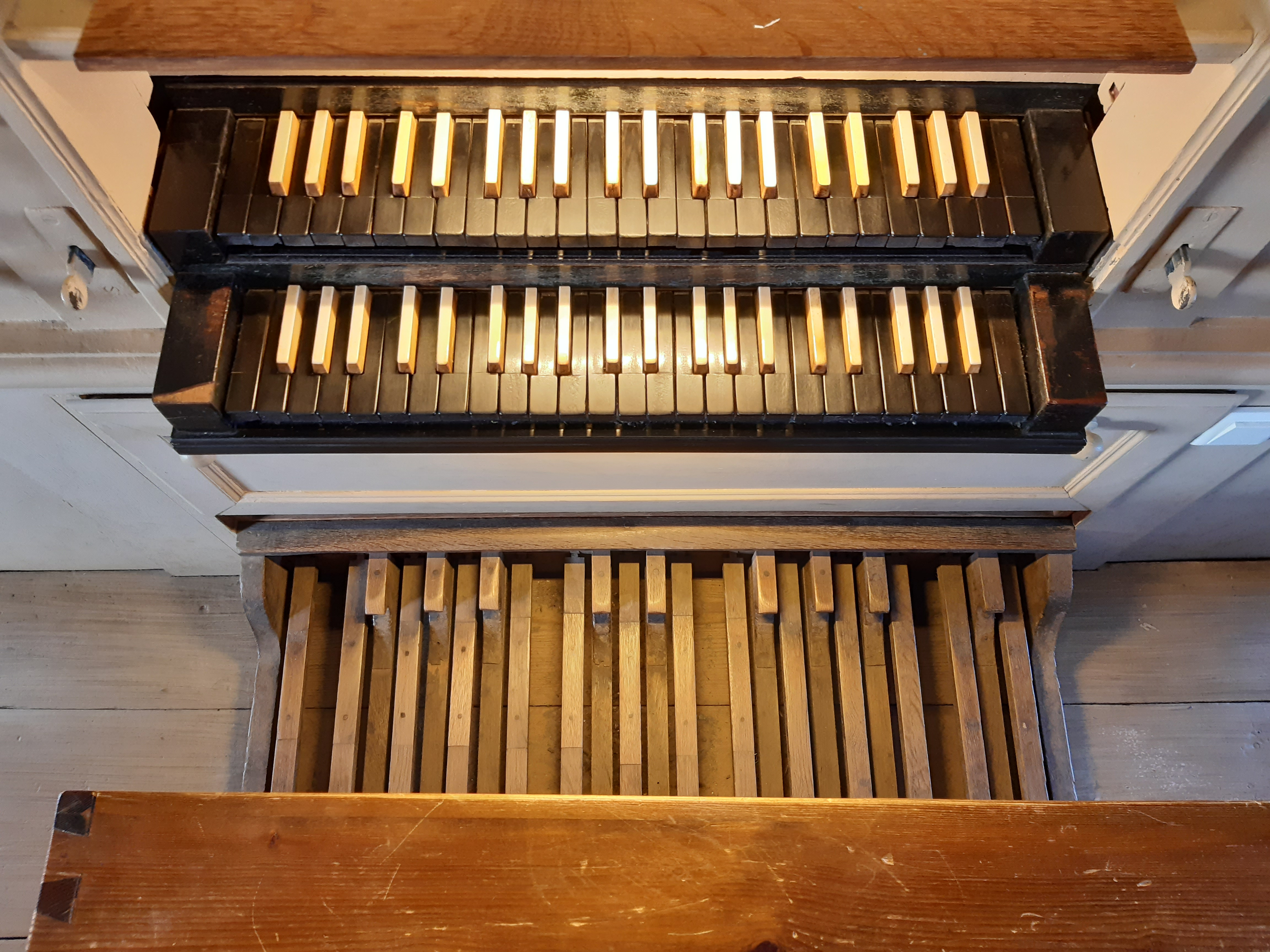
Klaviaturen von oben
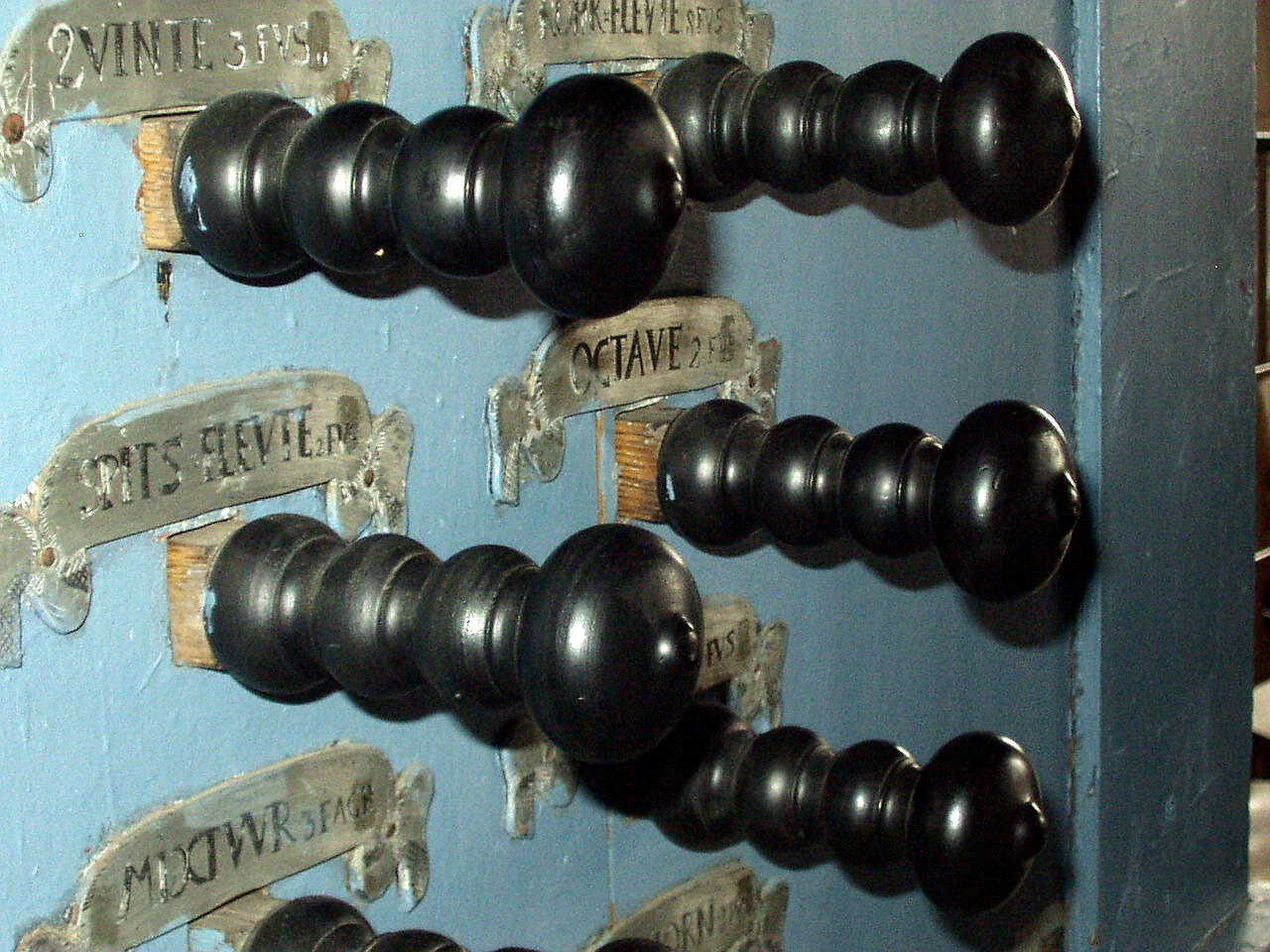
Originale gedrechselte Registerzüge und Registerschilder aus gegossenem Orgelmetall
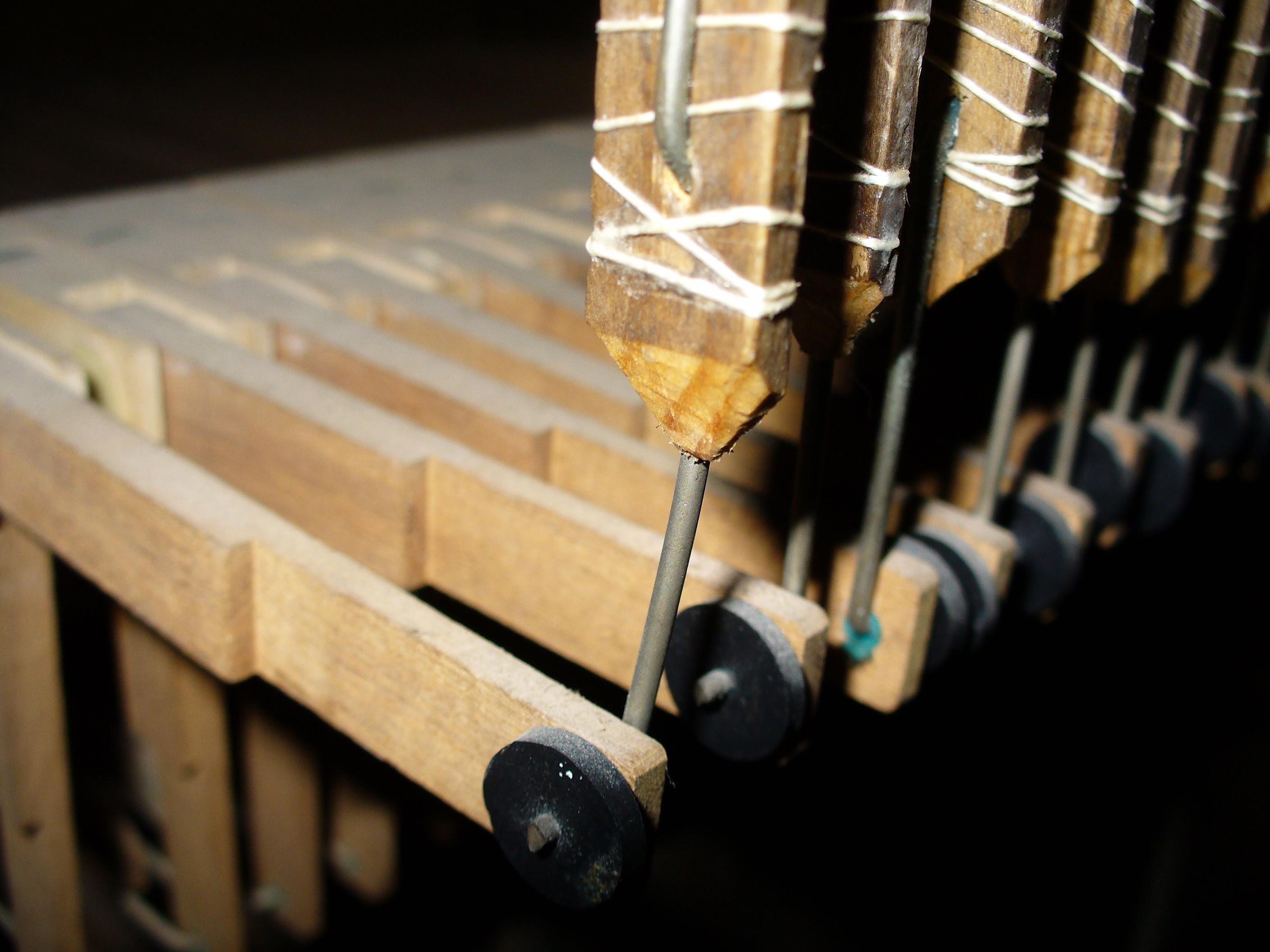
Traktur: Winkel mit Abstrakten (rechts)

## Aufnahmen/Tonträger
- Die Holy-Orgel der Marienkirche zu Marienhafe. 2001. Amb 97829 (Martin Böcker).
- Orgelland Ostfriesland. 1989. Deutsche Harmonia Mundi, HM 939-2 (Harald Vogel in Norden, Uttum, Rysum, Westerhusen, Marienhafe, Weener).
- Orgellandschaften. Folge 4: Eine musikalische Reise zu acht Orgeln der Region Ostfriesland (Teil 1). 2013, NOMINE e.V., LC 18240 (Thiemo Janssen in Rysum, Osteel, Westerhusen, Marienhafe, Dornum und Agnes Luchterhandt in Uttum, Pilsum, Norden).
- Orgeln in Ostfriesland. Vol. 2. 1997. Organeum OC-09602 (Harald Vogel in Rysum, Uttum, Norden, Marienhafe).
- Orgels in de eems-dollard regio. Vol. 2. 2003. VLS VLC 0302 (Peter Westerbrink).